# جورج دبليو. دونلاب
جورج دبليو. دونلاب هو محامي وسياسي أمريكي، ولد في 22 فبراير 1813 في ليكسينغتون في الولايات المتحدة، وتوفي في 6 يونيو 1880. انتخب عضو مجلس النواب الأمريكي ‏.